# ميداليات سلسلة الفنون التذكارية الأمريكية
ميداليات سلسلة الفنون التذكارية الأمريكية عبارة عن سلسلة من عشر ميداليات من سبائك الذهب أنتجتها دار سك العملة الأمريكية من عام 1980 إلى عام 1984.
جاء الاقتراح من السيناتور جيسي هيلمز من ولاية كارولينا الشمالية، بعد أن بدأت وزارة الخزانة الأمريكية في بيع أجزاء من المخزون الوطني من الذهب. واقترح نائب ولاية أيوا جيم ليتش أن تصور الميداليات فنانين أمريكيين بارزين. قام الرئيس جيمي كارتر بالتوقيع على مشروع القانون الذي يتضمن التشريع المصرح به ليصبح قانونًا في 10 نوفمبر 1978، على الرغم من اعتراضات مسؤولي وزارة الخزانة.
تم بيع الميداليات في البداية عن طريق البريد؛ وكان يتعين على المشترين الحصول على سعر اليوم عبر الهاتف قبل الطلب. وفي وقت لاحق، قامت الدار ببيعها من خلال التسويق عبر الهاتف. توقفت عملية سكّ العملات بعد إنتاج الميداليات العشر المختلفة التي وافق عليها الكونجرس. تم سكّ جميع تلك القطع النقدية في مستودع السبائك في ويست بوينت . لم تحقق السلسلة مبيعات جيدة، مما دفع النقاد إلى إلقاء اللوم على العملية المعقدة التي تم بها تسويقها لأول مرة، وحقيقة أنها كانت عبارة عن ميداليات وليست عملات معدنية.

## تاريخ
في 19 أبريل 1978، أعلنت وزارة الخزانة الأمريكية أن جزءًا من مخزون الذهب الوطني سيتم طرحه للبيع بالمزاد العلني من خلال إدارة الخدمات العامة بدءًا من 23 مايو 1978، في شكل 400 أوقية ترويسية (12 كـغ) من قضبان الذهب. وفقًا لوزارة الخزانة، كانت المبيعات تهدف إلى "[تقليص] العجز التجاري الأمريكي، إما عن طريق زيادة صادرات الذهب أو عن طريق تقليل واردات هذه السلعة"، و"تعزيز رغبة الولايات المتحدة في مواصلة التقدم نحو القضاء على الدور الدولي النقدي للذهب". ولأسباب تتعلق بمسائل المحاسبة، تم تحديد الحد الأدنى للشراء على أن يكون قضيبًا واحدًا، مما جعل الشراء يستحيل على معظم الأمريكيين.  انتقد السيناتور جيسي هيلمز من ولاية كارولينا الشمالية الخطة، قائلاً إنه "يعارض بيع الذهب الأمريكي للبنوك الأجنبية والدولية وتجار الذهب" وأنه يجب "إنتاج الميداليات بحجم صغير، مناسب للبيع للمواطنين العاديين"، في يوم إعلان الخزانة، قدم هيلمز قانون الميدالية الذهبية لعام 1978. كان الهدف المعلن هو تزويد المستهلكين العاديين بسبائك ذهبية صغيرة الحجم وبأسعار معقولة للتنافس مع عملة كروجراند الجنوب أفريقية وغيرها من العملات الذهبية العالمية، والتي أصبحت تحظى بشعبية متزايدة بين المستثمرين الأمريكيين.
تزايد الدعم لإصدار الميداليات في الكونجرس، مما دفع إلى تقديم المزيد من التشريعات. واقترح ممثل ولاية أيوا جيم ليتش أن تتضمن السلسلة تصميمات تكرِّم الفنانين الأميركيين. خلال جلسة الاستماع التي عقدتها لجنة الخدمات المصرفية والإسكان والشؤون الحضرية، أوضح ليتش أسباب اقتراحه. وأشار إلى أن اللجنة الفرعية للحفاظ على التراث التاريخي في مجلس النواب تلقت العديد من الاقتراحات بشأن أفراد يستحقون الظهور على عملة الدولار المعدني التي تم اقتراحها سابقًا.  شعر ليتش أن عملة الدولار ليست طريقة مناسبة لإحياء ذكرى الأفراد، حيث كان من المستحيل تكريم مثل هذه المجموعة الكبيرة على عملة من المرجح أن يظل تصميمها دون تغيير لفترة طويلة من الزمن. وأشار أيضًا إلى أن جميع العملات المعدنية الأمريكية حتى ذلك الحين كانت تصور أفرادًا كانت مساهماتهم الرئيسية في الحكومة والسياسة وليس الفنون.
كانت الموضوعات المحددة هي الرسام جرانت وود، ومغنية الكونترالتو ماريان أندرسون، والأدباء مارك توين وويلا كاثر وجون ستاينبك، والموسيقي لويس أرمسترونج، والمهندس المعماري فرانك لويد رايت، والشاعر روبرت فروست، والنحات ألكسندر كالدر، والممثلة هيلين هايز.
على الرغم من أن البرنامج حظي بدعم واسع النطاق في الكونجرس، إلا أن مسؤولي الخزانة عارضوه. في رسالة، كتب وزير الخزانة مايكل بلومنثال: "لا أعتقد أن حكومة الولايات المتحدة يجب أن تسمح بخلق انطباع خاطئ بأنها لا تستطيع أو لن تتخذ الخطوات اللازمة لمكافحة التضخم وأن الجمهور يحتاج بالتالي إلى شراء الذهب كتحوط ضد التضخم". كما اعتقد بلومنثال أنه إذا وافقت الحكومة على سكّ الميداليات الذهبية، فإن الجمهور سيصدق أن الخزانة تشجع بنشاط الاستثمار في الذهب. وعلى الرغم من هذه الاعتراضات، تم إرفاق مشروع القانون بمشروع قانون البنك الشامل، والذي اعتمده الرئيس جيمي كارتر ليصبح قانونًا في 10 نوفمبر 1978.

## الميداليات
| ميدالية أونصة واحدة عام 1980، تصور الرسام جرانت وود                  | ميدالية نصف أونصة من عام 1980، تصور المغنية ماريان أندرسون | ميدالية أونصة واحدة عام 1982، تصور الموسيقي لويس أرمسترونج |
| ميدالية نصف أونصة من عام 1982، تصور المهندس المعماري فرانك لويد رايت | ميدالية أونصة واحدة عام 1983، تصور الشاعر روبرت فروست      | ميدالية نصف أونصة من عام 1984، تصور المؤلف جون ستاينبك     |
| ميدالية أونصة واحدة عام 1981، تصور المؤلف مارك توين                  | ميدالية نصف أونصة من عام 1981، تصور المؤلفة ويلا كاثر      | ميدالية أونصة واحدة عام 1984، تصور الممثلة هيلين هايز      |
| ميدالية نصف أونصة من عام 1983، تصور النحات ألكسندر كالدر             |                                                            |                                                            |

## الهوامش
1. 1 2 3  U.S. Treasury April 19, 1978.
2. 1 2  Ganz، صفحة 69.
3. 1 2 3 4  Gilkes، صفحة 102.
4. 1 2 3  U.S. Senate، صفحة 93.
5. ↑  U.S. Senate، صفحة 94.
6. ↑  U.S. Senate، صفحة 8.
7. ↑  Gilkes، صفحة 103.